# Pteromalus isarchus
Pteromalus isarchus är en stekelart som beskrevs av Walker 1839. Pteromalus isarchus ingår i släktet Pteromalus och familjen puppglanssteklar. Arten är reproducerande i Sverige. Inga underarter finns listade i Catalogue of Life.